# أولاد ونان (مرسان)
أولاد ونان هو دُوَّار يقع بجماعة سيدي علي بلقاسم، إقليم تاوريرت، جهة الشرق في المملكة المغربية. ينتمي الدوّار لمشيخة مرسان التي تضم 9 دواوير. يقدر عدد سكانه بـ 778 نسمة حسب الإحصاء الرسمي للسكان والسكنى لسنة 2004.

## روابط خارجية
- البوابة الوطنية للجماعات الترابية
- المندوبية السامية للتخطيط